# Wood River (Nebraska)
Wood River – miasto w Stanach Zjednoczonych, w stanie Nebraska, w hrabstwie Hall.